# 闻立鹤
闻立鹤（1927年9月21日—1981年3月13日），曾用名高克，男，湖北浠水人，中国政治宣传工作者。闻一多的长子。

## 生平
1927年9月21日生于湖北省浠水县巴河。是闻一多的长子。1945年9月，入国立西南联合大学文学院外文系学习。1946年7月15日，与父亲闻一多返回西南联大西仓坡宿舍的途中，遭到国民党特务围攻。闻一多中弹身亡；闻立鹤身中5弹，右腿被打伤，肺部被击穿，一颗子弹离心脏只差半寸。后经抢救保住性命，但留有残疾。
1947年9月至1948年7月，在清华大学文学院外文系学习。1948年1月加入中国共产党。1948年7月，清华大学未毕业即进入晋察冀边区，在中央团校学习。1949年毕业后，分配至全国铁道团委政治部宣传部工作。1953年作为铁道文工团秘书，随团赴朝鲜慰问。
1956年铁道系统宣传部创作组解散后，赴天津铁路分局工作，担任政治部宣传科副科长。在反右运动和文化大革命期间遭受中共迫害。1975年后，任天津外国语学院副教务长。1981年3月13日病逝，终年53岁。
1985年12月3日，家属将其骨灰撒放至云南滇池。

## 家庭
父亲闻一多。母亲高真（原名高孝贞，闻一多遇难后成年子女都更名改姓为高）。夫人彭鸿德。长女高晓红。次女闻丹忆。